# Singles 1971–2006
Singles 1971–2006  es una caja recopilatoria que recopila todos los Sencillos de The Rolling Stones durante los años 1971 a 2006. El box set fue producido por las dos discográficas con las que trabajan los Stones Rolling Stones Records y Virgin Records.
Es una especie de secuela de los tres box sets que publicó ABKCO Records a mediados de los años 2000 (Singles 1963–1965, Singles 1965–1967, Singles 1968–1971). The Singles: 1971-2006 es una caja recopilatoria que ofrece 45 CD los cuales son una réplica de los sencillos lanzados entre Sticky Fingers y A Bigger Bang.
Este set fue famoso por contener un error importante en la canción "I Think I'm Going Mad" alrededor de los 4 segundos de comenzado el track. Sin embargo ediciones posteriores, han corregido el error.

## Lista de canciones
Todas las canciones compuestas por Mick Jagger/Keith Richards excepto donde lo indica.
CD 1
1. "Brown Sugar" – 3:50
2. "Bitch" – 3:36
3. "Let It Rock" (En vivo) (Chuck Berry) – 2:39
  - Registrado en Leeds, el 13 de marzo de 1971

CD 2
1. "Wild Horses" – 5:43
2. "Sway" – 3:25

CD 3
1. "Tumbling Dice" – 3:44
2. "Sweet Black Angel" – 2:54

CD 4
1. "Happy" – 3:05
2. "All Down the Line" – 3:57

CD 5
1. "Angie" – 4:33
2. "Silver Train" – 4:27

CD 6
1. "Doo Doo Doo Doo Doo (Heartbreaker)" – 3:27
2. "Dancing with Mr. D" – 4:51

CD 7
1. "It's Only Rock 'n' Roll (But I Like It)" – 5:09
2. "Through the Lonely Nights" – 4:12

CD 8
1. "Ain't Too Proud to Beg" (Norman Whitfield/Eddie Holland) – 3:30
2. "Dance Little Sister" – 4:07

CD 9
1. "Fool to Cry" – 5:07
2. "Crazy Mama" – 4:35

CD 10
1. "Hot Stuff" – 5:23
2. "Fool to Cry" – 5:05

CD 11
1. "Miss You" – 3:37
2. "Far Away Eyes" – 3:46
3. "Miss You" (12" Version) – 8:35

CD 12
1. "Beast of Burden" – 4:27
2. "When the Whip Comes Down" – 4:20

CD 13
1. "Respectable" – 3:10
2. "When the Whip Comes Down" – 4:21

CD 14
1. "Shattered" – 3:49
2. "Everything's Turning to Gold" (Jagger/Richards/Ronnie Wood) – 4:06

CD 15
1. "Emotional Rescue" – 5:40
2. "Down in the Hole" – 3:57

CD 16
1. "She's So Cold" – 4:13
2. "Send It to Me" – 3:43

CD 17
1. "Start Me Up" – 3:34
2. "No Use in Crying" (Jagger/Richards/Wood) – 3:26

CD 18
1. "Waiting on a Friend" – 4:36
2. "Little T&A" – 3:21

CD 19
1. "Hang Fire" – 2:24
2. "Neighbours" – 3:32

CD 20
1. "Going to a Go-Go" (En vivo) (William Robinson/Warren Moore/Robert Rogers/Marvin Tarplin) – 3:26
2. "Beast of Burden" (En vivo) – 5:03

CD 21
1. "Time Is on My Side" (En vivo) (Norman Meade) – 3:44
2. "Twenty Flight Rock" (En vivo) (Eddie Cochran/Ned Fairchild) – 1:47
3. "Under My Thumb" (En vivo) – 4:06

CD 22
1. "Undercover of the Night" – 4:33
2. "All the Way Down" – 3:14
3. "Undercover of the Night" (Dub Version) – 6:24
4. "Feel On Baby" (Instrumental Dub) – 6:30

CD 23
1. "She Was Hot" – 4:44
2. "I Think I'm Going Mad" – 4:22

CD 24
1. "Too Tough" – 3:50
2. "Miss You" – 3:36

CD 25
1. "Harlem Shuffle" (Bob Relf/Ernest Nelson) – 3:26
2. "Had It With You" (Jagger/Richards/Wood) – 3:20
3. "Harlem Shuffle" (NY Mix) (Relf/Nelson) – 6:36
4. "Harlem Shuffle" (London Mix) (Relf/Nelson) – 6:21

CD 26
1. "One Hit (To the Body)" (Jagger/Richards/Wood) – 4:10
2. "Fight" (Jagger/Richards/Wood) – 3:11
3. "One Hit (To the Body)" (London Mix) (Jagger/Richards/Wood) – 7:02

CD 27
1. "Mixed Emotions" – 4:04
2. "Fancyman Blues" – 4:55
3. "Mixed Emotions" (Chris Kimsey's 12") – 6:13
4. "Tumbling Dice" – 3:44
5. "Miss You" – 3:37

CD 28
1. "Rock and a Hard Place" – 4:12
2. "Cook Cook Blues" – 4:12
3. "Rock and a Hard Place" (Dance Mix) – 6:54
4. "Rock and a Hard Place" (Oh-Oh Hard Dub Mix) – 6:55
5. "Rock and a Hard Place" (Michael Brauer Mix) – 7:06
6. "Rock and a Hard Place" (Bonus Beats Mix) – 4:09
7. "Emotional Rescue" – 5:36
8. "Some Girls" – 4:38
9. "It's Only Rock 'n Roll (But I Like It)" – 5:07
10. "Rocks Off" – 4:3!

CD 29
1. "Almost Hear You Sigh" (Jagger/Richards/Steve Jordan) – 4:37
2. "Break the Spell" – 3:07
3. "Wish I'd Never Met You" – 4:44
4. "Mixed Emotions" – 4:03
5. "Beast of Burden" – 4:26
6. "Angie" – 4:32
7. "Fool to Cry" – 5:05
8. "Miss You" – 3:36
9. "Waiting on a Friend" – 4:35

CD 30
1. "Terrifying" (7" Remix) – 4:11
2. "Rock and a Hard Place" (7" Version) – 4:10
3. "Terrifying" (12" Remix) – 6:56
4. "Rock and a Hard Place" (Dance Mix) – 6:54
5. "Harlem Shuffle" (London Mix) (Relf/Nelson) – 6:21
6. "Wish I'd Never Met You" – 4:42
7. "Harlem Shuffle" (LP Version) (Relf/Nelson) – 3:24

CD 31
1. "Highwire" – 3:47
2. "2000 Light Years from Home" (Live) – 3:29
3. "Highwire" (Full Length Version) – 4:44
4. "Sympathy for the Devil" (En vivo) – 5:24
5. "I Just Want to Make Love to You" (En vivo) (Willie Dixon) – 4:03
6. "Play with Fire" (En vivo) (Nanker Phelge) – 3:30
7. "Factory Girl" (Live) – 2:35
  - Tracks 2 & 4-7 registrados durante la gira mundial Steel Wheels/Urban Jungle 1989-90

CD 32
1. "Ruby Tuesday" (Live) – 4:13
2. "Play With Fire" (En vivo) (Phelge) – 3:21
3. "You Can't Always Get What You Want" (Live) – 7:06
4. "Undercover of the Night" (Live) – 4:11
5. "Rock and a Hard Place" (En vivo) – 5:13
6. "Harlem Shuffle" (En vivo) (Relf/Nelson) – 4:04
7. "Winning Ugly VI" (London Mix) – 7:53

CD 33
1. "Harlem Shuffle" (Single Edit) – 4:29
2. "Undercover of the Night" (En vivo) – 4:17

CD 34
1. "Love Is Strong" (Album Version) – 3:38
2. "The Storm" – 2:45
3. "So Young" – 3:22
4. "Love Is Strong" (Bob Clearmountain Remix) – 3:49
5. "Love Is Strong" (Teddy Riley Radio Remix) – 4:07
6. "Love Is Strong" (Teddy Riley Extended Remix) – 5:05
7. "Love Is Strong" (Teddy Riley Extended Rock Remix) – 4:48
8. "Love Is Strong" (Teddy Riley Dub Remix) – 4:06
9. "Love Is Strong" (Joe The Butcher Club Mix) – 5:24
10. "Love Is Strong" (Teddy Riley Instrumental) – 4:46

CD 35
1. "You Got Me Rocking" – 3:36
2. "Jump on Top of Me" – 4:23
3. "You Got Me Rocking" (Perfecto Mix) – 5:02
4. "You Got Me Rocking" (Sexy Disco Dub Mix) – 6:16
5. "You Got Me Rocking" (Trance Mix) – 4:59

CD 36
1. "Out of Tears" (Don Was Edit) – 4:22
2. "I'm Gonna Drive" – 3:42
3. "Out of Tears" (Bob Clearmountain Remix Edit) – 4:21
4. "So Young" – 3:22
5. "Sparks Will Fly" (Radio Clean Version) – 3:15

CD 37
1. "I Go Wild" (LP Version) – 4:21
2. "I Go Wild" (Scott Litt Remix) – 4:35
3. "I Go Wild" (En vivo) – 6:30
  - Registrado en Miami, Florida el 25 de noviembre de 1994
4. "I Go Wild" (Luis Resto Straight Vocal Mix) – 5:40

CD 38
1. "Like a Rolling Stone" (En vivo) (Album Version) (Bob Dylan) – 5:38
  - Registrado en Londres el 19 de julio de 1995
2. "Black Limousine" (En vivo) (Jagger/Richards/Wood) – 3:28
3. "All Down the Line" (En vivo) – 4:24
4. "Like a Rolling Stone" (En vivo) (Edit) (Dylan) – 4:20

CD 39
1. "Anybody Seen My Baby?" (LP Edit) (Jagger/Richards/k.d. lang/Ben Mink) – 4:08
2. "Anybody Seen My Baby?" (Soul Solution Remix Edit) (Jagger/Richards/lang/Mink) – 4:24
3. "Anybody Seen My Baby?" (Armand's Rolling Steelo Mix) (Jagger/Richards/lang/Mink) – 10:28
4. "Anybody Seen My Baby?" (Soul Solution Remix) (Jagger/Richards/lang/Mink) – 9:29
5. "Anybody Seen My Baby?" (Bonus Roll) (Jagger/Richards/lang/Mink) – 5:58
6. "Anybody Seen My Baby?" (Album Version) (Jagger/Richards/lang/Mink) – 4:32

CD 40
1. "Saint of Me" (Radio Edit) – 4:11
2. "Anyway You Look at It" – 4:20
3. "Gimme Shelter" (Live Licks Tour) – 6:53
4. "Saint of Me" (Deep Dish Grunge Garage Remix Parts 1 & 2) – 13:34
5. "Saint of Me" (Deep Dish Grunge Garage Dub) – 7:25
6. "Saint of Me" (Deep Dish Rolling Dub) – 7:17
7. "Anybody Seen My Baby?" (Bonus Roll) (Jagger/Richards/lang/Mink) – 6:01
8. "Anybody Seen My Baby?" (Phil Jones Remix) (Jagger/Richards/lang/Mink) – 4:26
9. "Saint of Me" (Deep Dish Club Mix) – 7:30
10. "Saint of Me" (Deep Dish Grunge Dub) – 7:23
11. "Saint of Me" (Todd Terry Extended Remix) – 5:57

CD 41
1. "Out of Control" (Album Radio Edit) – 3:48
2. "Out of Control" (In Hand with Fluke Radio Edit) – 4:33
3. "Out of Control" (Bi-Polar at the Controls) – 5:12
4. "Out of Control" (Bi-Polar Outer Version) – 5:11
5. "Out of Control" (In Hand with Fluke Instrumental) – 5:54
6. "Out of Control" (In Hand with Fluke Full Version) – 8:27
7. "Out of Control" (Bi-Polar's Fat Controller Mix) – 5:24
8. "Out of Control" (Saber Final Mix) – 5:44

CD 42
1. "Don't Stop" (Edit) – 3:31
  - Mixed by Bob Clearmountain
2. "Don't Stop" (New Rock Mix) – 4:02
  - Mixed by Jack Joseph Puig
3. "Miss You" (Remix) – 8:34
  - Mixed by Bob Clearmountain

CD 43
1. "Streets of Love" – 5:10
2. "Rough Justice" – 3:11

CD 44
1. "Rain Fall Down" (will.i.am Remix) – 4:06
2. "Rain Fall Down" (Radio Edit) – 4:02
3. "Rain Fall Down" (Ashley Beedle's 'Heavy Disco' Radio Edit) – 4:04
4. "Rain Fall Down" (Ashley Beedle's 'Heavy Disco' Vocal Re-Edit) – 6:10

CD 45
1. "Biggest Mistake" – 4:07
2. "Dance (Pt. 1)" (En vivo) (Jagger/Richards/Wood) – 6:02
3. "Before They Make Me Run" (En vivo) – 3:56
  - Registrado en el Teatro Olympic de Paris, 2003
4. "Hand of Fate" (En vivo) – 4:03
  - Registrado en el Teatro Olympic de Paris, 2003